# Кшинкі
Кшинкі (пол. Krzynki) — село в Польщі, у гміні Пелчиці Хощенського повіту Західнопоморського воєводства.
Населення — 85 осіб (2011).
У 1975-1998 роках село належало до Гожовського воєводства.

## Демографія
Демографічна структура станом на 31 березня 2011 року:
|          | Загалом | Допрацездатний вік | Працездатний вік | Постпрацездатний вік |
| -------- | ------- | ------------------ | ---------------- | -------------------- |
| Чоловіки | 46      | 7                  | 32               | 7                    |
| Жінки    | 39      | 4                  | 21               | 14                   |
| Разом    | 85      | 11                 | 53               | 21                   |